# CM/TV
『CM/TV』（シーエム・ティーヴィー）は、日本の作曲家である坂本龍一の1枚目のコンピレーション・アルバム。
2002年10月23日にワーナーミュージック・ジャパンのWEA Japanレーベルからリリースされ、プロデューサーと選曲は坂本が担当した。
本作は、坂本が1977年から2002年までに制作したコマーシャルソングとテレビ番組のテーマ曲が収録されている。

## リリース
2002年10月23日にワーナーミュージック・ジャパンのWEA JapanレーベルからCDのみで、ベスト・アルバム『US』と『UF』の2作同時にリリースされた。
初回プレスでは、ジャケット表記が7曲目の「西武スペシャル『ゴーマンミチコ』」と13曲目の「西武スペシャル B-3」が逆転する誤植があり、それに伴った交換処置が行われた。
本作と『US』『UF』の帯裏に印字してある応募券を貼って応募すると、非売品CDである『GEM』が進呈された『A特典』と、2002年11月に札幌をはじめ仙台、東京、名古屋、大阪、福岡、沖縄の全7か所で行われた「坂本龍一 トーク・セッション」に参加できる応募はがきが同封された『B特典』が初回盤特典キャンペーンとして実施された。

## 批評
| 専門評論家によるレビュー | 専門評論家によるレビュー |
| レビュー・スコア         | レビュー・スコア         |
| 出典                     | 評価                     |
| ------------------------ | ------------------------ |
| CDジャーナル             | 肯定的                   |

『CDジャーナル』は、総評として「えっ、この曲って……といった驚きも多い」としたうえで「これだけ曲数が多くてもメロディ・メイカーとしての特徴がはっきりと感じられるところはさすが」と肯定的な評価を下している。

## 収録曲
- 括弧内は発表した年

| 全作曲: 坂本龍一。 |                                                                                                   |           |            | |      |
| #                  | タイトル                                                                                          | 作詞      | 作曲・編曲 | 備考 | 時間 |
| 1.                 | 「丸井のメガネ」(1977)                                                                            |           | 坂本龍一   | 坂本が初めて手掛けたコマーシャルソング。 | 0:18 |
| 2.                 | 「日立CI『伝統美』」(1978)                                                                        |           | 坂本龍一   | - シーケンサーが使われているが、当時シーケンサーは珍しく坂本も持っていなかったため、持っている人を探し出し、CM音楽プロデューサーの大森昭男が、神田の医者の息子が所有していたものを借りて、大久保にあるフリーダムスタジオに持って行ったという。坂本と大森は、共に「忘れられない」と懐古している。 - ドラムは村上“ポンタ”秀一が演奏している。 | 4:08 |
| 3.                 | 「キヤノンNP5500『キャリアガール』」(1978)                                                        |           | 坂本龍一   | 坂本は、CMとして成功しているか分からないとしたうえで「ピアノ小品として気に入っている作品」と自評している。 | 0:28 |
| 4.                 | 「バルバローゼン『カプセル』」(1978)                                                              |           | 坂本龍一   | 坂本はこの作品に関して「覚えていない」と語っている。 | 0:32 |
| 5.                 | 「PARCO-フェイ・ダナウェイ『アニマル』」(1979)                                                    |           | 坂本龍一   | - アートディレクターである石岡瑛子のディレクションによる『フェイ・ダナウェイ』シリーズの1作として発表された楽曲で、坂本はこの作品に関して「自由に制作することができ、結果的に自分でも気に入った楽曲で書けたのがうれしい」と語っている。 - 後に「ゴリラがバナナをくれる日」というタイトルで、ライヴ・アルバム『メディア・バーン・ライブ』（1986年）でピアノソロ、セルフカバー・アルバム『1996』ではトリオ編成としてそれぞれ発表された。             | 1:32 |
| 6.                 | 「PARCO-フェイ・ダナウェイ『卵』」(1979)                                                          |           | 坂本龍一   | - 前曲の『アニマル』同様、PARCOの『フェイ・ダナウェイ』シリーズの1作として発表された楽曲で、アントニオ・カルロス・ジョビンの影響が前面に出ている。坂本はこのアルバムを編纂した際「改めて聞くまで忘れていたんですが、非常にいい曲ですね」と語っている。 - セルフカバー・アルバム『/04』（2004年）で「Tamago 2004」として発表した。 | 1:32 |
| 7.                 | 「西武スペシャル『ゴーマンミチコ』」(1979)                                                        |           | 坂本龍一   | - ドラムは坂本自身が演奏しており「下手だけど好き」と語っている。 - イギリスのミュージシャンであるロビン・スコットと坂本によるコラボレーション・アルバム『アレンジメント』（1982年）に「THE ARRANGEMENT」として、ボーカルパート追加したうえでセルフカバーした。 | 3:02 |
| 8.                 | 「トヨタCI『燃える大地』」(1979)                                                                  |           | 坂本龍一   | 曲の途中でトロンボーンが重なって演奏されており、坂本は「きしむような不協和音が気持ちいい」と語っている。 | 2:01 |
| 9.                 | 「EDWIN」(1979)                                                                                   |           | 坂本龍一   | ジャズギタリストである渡辺香津美が主宰したバンドのKYLYNが演奏している。スタジオ入りする前に飲んでしまった影響で、レコーディングを行った際、メンバーはほろ酔い状態だったという。 | 0:35 |
| 10.                | 「パイロット『ジャスタス』」(1979)                                                                |           | 坂本龍一   | - 坂本はこの楽曲に関して「一番ビートルズっぽい」と語っている。 - 1983年に原田知世が出演したパイロットのボールペン「ハイテックポイント」でこの楽曲が使われている。 | 0:31 |
| 11.                | 「XEROX 3500 ベビーライオン Part3」(1980)                                                         |           | 坂本龍一   | クラフトワーク調の楽曲となっている。 | 0:30 |
| 12.                | 「オリンパスOM-10『夏』」(1980)                                                                   |           | 坂本龍一   | | 0:30 |
| 13.                | 「西武スペシャル B-3」(1981)                                                                      |           | 坂本龍一   | プログレ調の楽曲だが、クライアントから「『和』を出したい」という注文で鼓が挿入されている。坂本は「意味がないないなあ」と思いながら渋々入れたという。 | 2:59 |
| 14.                | 「明星 中華三昧『黄金の都』」(1981)                                                               |           | 坂本龍一   | この曲を気に入った高橋幸宏が坂本に頼み込み了解を取り、アルバム『WHAT, ME WORRY? ボク、大丈夫!!』（1982年）に「回想／FLASHBACK」として、ボーカルパート追加したうえでカバーした。 | 0:42 |
| 15.                | 「新潮社 新潮文庫キャンペーン」(1982)                                                             |           | 坂本龍一   | 坂本にとって初のCM出演となった作品である。 | 1:16 |
| 16.                | 「FM東京 サウンドロゴ Type C」(1982)                                                              |           | 坂本龍一   | 坂本は、このサウンドロゴをリアルタイムで聞いた記憶がないという。 | 0:07 |
| 17.                | 「日本生命CM『きみについて』」(1983)                                                              | 糸井重里  | 坂本龍一   | - 坂本が出演した日本生命「新・青春の保険『YOU』」のCMソングとして使用され、プロモーション用シングル「LIFE IN JAPAN」（1983年）に収録されている。 - ベースは坂本が演奏している。 | 4:53 |
| 18.                | 「サントリー・ウィスキー『オールド』「DEAR LIZ-Strings Version」」(1983)                          |           | 坂本龍一   | - CM映像からオーディオ・トラックを抜き出している。 - ライヴ・アルバム『メディア・バーン・ライブ』（1986年）とセルフカバー・アルバム『/04』（2004年）ではピアノソロヴァージョンが収録されている。 | 1:00 |
| 19.                | 「資生堂 エリクシール『Ms.ニッポン』」(1983)                                                      |           | 坂本龍一   | バート・バカラックに影響されて制作した楽曲。 | 1:13 |
| 20.                | 「資生堂 エリクシール'84」(1984)                                                                  |           | 坂本龍一   | ボーカルは歌手のポプラが担当している。坂本はこの楽曲に関して「すごく『ブロードウェイ』って感じがする」としたうえで「ぼくの中で一番『アメリカっぽい』かもしれない」と語っている。 | 1:02 |
| 21.                | 「NTT『ハウディ』」(1984)                                                                         |           | 坂本龍一   | 坂本はこの楽曲に関して、2002年時点で「以外にいい」としたうえで「記憶と違っている。そういうのが多いね」と語っている。 | 0:44 |
| 22.                | 「サントリー SASUKE」(1984)                                                                       |           | 坂本龍一   | 「XEROX 3500 ベビーライオン Part3」同様、クラフトワーク調の楽曲となっている。 | 1:00 |
| 23.                | 「日立マクセル「SOFT MACHINE」」(1984)                                                            |           | 坂本龍一   | 坂本はこの楽曲を20年ぶりに聴いたとしたうえで「『けっこうおもしろいじゃん』と思った」と語っている。 | 1:11 |
| 24.                | 「資生堂 リバイタル'85「リバイタル」」(1984)                                                      |           | 坂本龍一   | 坂本はこの楽曲を「いい曲じゃん!哀愁があるし」と称賛したうえで「新古典的な作風ですね。これはのばして一つの曲として聴きたい」と自評している。 | 0:33 |
| 25.                | 「日産 セドリック『プール編』「Floating Along」」(1988)                                           |           | 坂本龍一   | - CM音楽プロデューサーの大森昭男が、最後に手がけた作品である。 - 中国箏にジャン・シャオチン、二胡にジャン・ホアが参加している。 - ベスト・アルバム『the very best of güt years 1994-1997』（1998年）に、セルフカバー・アルバム『1996』（1996年）のためにレコーディングされたバージョンが収録されている。 | 1:13 |
| 26.                | 「野村證券『Portfolio』」(1988)                                                                   |           | 坂本龍一   | レコーディングにアンクルンが使用されている。坂本は「証券会社のCMなのに、なぜこんなにアジアっぽいのかな」としたうえで「音的に割とインパクトがありますね」と自評している。 | 1:30 |
| 27.                | 「NEC C-LIFEフェア「Strong Relax」」(1990)                                                        |           | 坂本龍一   | - シングル「ウィ・ラヴ・ユー」（1990年）に収録されている。 - CMには坂本が出演し、ロサンゼルスからヘリコプターで2時間飛んだ砂漠の真ん中で撮影が行われた。 | 2:05 |
| 28.                | 「鹿島建設株式会社・イメージソング「The Echoing Blue」」(1990)                                    |           | 坂本龍一   | - ライナーノーツには、鹿島建設の社長に頼まれて制作したと記載されているが、坂本の記憶違いが原因なのか曲を間違えており、収録されている楽曲は、トキオ・クマガイの非売品CD『坂本龍一 for TOKIO KUMAGAI』（1989年）に収録されている楽曲である。 - アルバム『エスペラント』（1985年）に収録されている「A Wongga Dance Song」や、クラフトワークのアルバム『人間解体』（1978年）に収録されている「The Robots」の効果音がサンプリングとして使用されている。 | 4:54 |
| 29.                | 「武田薬品『アリナミンA』「Nutrition」」(1990)                                                    |           | 坂本龍一   | CMがおどろおどろしい画面だったため、坂本は「ちょっと『怖い』音を入れた」という。 | 0:38 |
| 30.                | 「VIVRE「Lost in a maze」」(1992)                                                                 |           | 坂本龍一   | アコーディオンが主旋律を奏でているが、全体的にジャズ調の楽曲で、サウンド的にはアルバム『ハートビート』（1991年）に近い感じになっている。 | 0:36 |
| 31.                | 「Toshiba BS-ARENA「Ominous Adolescence」」(1992)                                                 |           | 坂本龍一   | 坂本は、商品のキャッチコピーである『昔のヴィデオがきれいに見えます』というフレーズが印象に残っているが、楽曲自体は印象にないと語っている。 | 1:30 |
| 32.                | 「キャセイパシフィック航空「The Heart of Asia(reprise)」(1994)                                    |           | 坂本龍一   | キャセイパシフィック航空の搭乗者に配布された、非売品CDの収録曲。 | 2:05 |
| 33.                | 「アウディ A6「Whispering Green」」(1997)                                                         |           | 坂本龍一   | 坂本は「D&Bが流行していた頃をしのばせます」としたうえで「アウディにしては、ちょっとオリエンタルすぎないかな〜、ってもう遅いか」と語っている。 | 3:03 |
| 34.                | 「マイクロソフト I.E. 4.0 Theme 1 (不採用作品)」(1998)                                            |           | 坂本龍一   | マイクロソフトのウェブブラウザである「Internet Explorer 4」のサウンドロゴとして制作したもので、当時社長だった古川享に依頼されて制作したものだが、結果的に不採用となった。坂本は「けっこういいと思う」と自評している。 | 1:09 |
| 35.                | 「マイクロソフト I.E. 4.0 サウンドロゴ 1-1 (不採用作品)」(1998)                                   |           | 坂本龍一   | マイクロソフトのウェブブラウザである「Internet Explorer 4」のサウンドロゴとして制作したものだが、結果的に不採用となった。 | 0:06 |
| 36.                | 「マイクロソフト I.E. 4.0 サウンドロゴ 1-2 (不採用作品)」(1998)                                   |           | 坂本龍一   | マイクロソフトのウェブブラウザである「Internet Explorer 4」のサウンドロゴとして制作したものだが、結果的に不採用となった。 | 0:04 |
| 37.                | 「マイクロソフト I.E. 4.0 サウンドロゴ 2 (不採用作品)」(1998)                                     |           | 坂本龍一   | マイクロソフトのウェブブラウザである「Internet Explorer 4」のサウンドロゴとして制作したものだが、結果的に不採用となった。 | 0:05 |
| 38.                | 「マイクロソフト I.E. 4.0 サウンドロゴ 3 (不採用作品)」(1998)                                     |           | 坂本龍一   | マイクロソフトのウェブブラウザである「Internet Explorer 4」のサウンドロゴとして制作したものだが、結果的に不採用となった。 | 0:05 |
| 39.                | 「SEGA ドリームキャスト サウンドロゴ」(1998)                                                      |           | 坂本龍一   | セガの家庭用ゲーム機である『ドリームキャスト』を立ち上げた際に、テレビ画面にロゴと同時に流れる効果音。 | 0:10 |
| 40.                | 「バドワイザー「Beyond」」(1998)                                                                  |           | 坂本龍一   | CMに坂本が出演している。 | 4:41 |
| 41.                | 「三共『リゲインEB錠』「energy flow」」(1999)                                                     |           | 坂本龍一   | - CMで実際に使われた音源で、シングル『ウラBTTB』（1999年）に収録されているヴァージョンよりも短くなっている。 - 坂本は、ライナーノーツに「何と言っていいやら」とだけコメントしている。後に「なんであんなにヒットしたのか自分でも分からない。特に良い曲だったわけじゃないですから。なんでなのか不思議でしょうがないんですけど、自分では分からない何かがあるんでしょうね」と語っている。                                                              | 1:37 |
| 42.                | 「キヤノン e-Magic「Out of the Cradle」」(2000)                                                   |           | 坂本龍一   | 坂本がケニアに訪問した際、その場で録音したマサイ族の歌を使用している。 | 3:51 |
| 43.                | 「サントリー・ウィスキー『山崎』「YAMAZAKI 2002」」(2002)                                         |           | 坂本龍一   | - 坂本は「『energy flow』がヒットしたのに、これがヒットしないのが分からない」と語っている。 - セルフカバー・アルバム『/04』（2004年）でセルフカバーした。 | 1:20 |
| 44.                | 「ランコム」(不明)                                                                                |           | 坂本龍一   | フランスのテレビCMで使われた。 | 0:34 |
| 45.                | 「NHK『NHKニュースワイド』」(1980)                                                                |           | 坂本龍一   | - レコーディングはNHK509スタジオで行われた。 - 坂本は、NHKニュースのテーマソングに起用されるにあたり「けっこう力を入れて作った」語っている。 | 0:31 |
| 46.                | 「NHK『NHK教育 YOU オープニング』」(1982)                                                         |           | 坂本龍一   | ドラムは坂本が演奏している。 | 1:35 |
| 47.                | 「NHK『NHK教育 YOU エンディング』」(1982)                                                         |           | 坂本龍一   | | 2:03 |
| 48.                | 「日本テレビ『NTT DATA スペシャル「海からの贈りもの」クジラ・ヒト・地球の未来』「WHALES」」(1990) |           | 坂本龍一   | 楽曲にクジラの鳴き声が使われている。 | 5:50 |
| 49.                | 「TBS『筑紫哲也 NEWS23 オープニング』「put your hands up」」(1997)                                |           | 坂本龍一   | シングル『ウラBTTB』（1999年）にピアノ・ヴァージョンが収録されている。 | 3:55 |
| 50.                | 「TBS『筑紫哲也 NEWS23 エンディング』「put your hands up」」(1997)                                |           | 坂本龍一   | | 1:32 |
| 合計時間:          | 合計時間:                                                                                         | 合計時間: | 合計時間:  | 79:01 |      |

## リリース履歴
| No. | 日付           | 国名 | レーベル                                   | 規格 | 規格品番   | 備考                                            |
| --- | -------------- | ---- | ------------------------------------------ | ---- | ---------- | ----------------------------------------------- |
| 1   | 2002年10月23日 | 日本 | ワーナーミュージック・ジャパン / WEA Japan | CD   | WPC6-10244 | ベスト・アルバム『US』と『UF』の2作同時リリース |